# راندي تشارلز مورين
راندي تشارلز مورين هو مهندس وعالم حاسوب كندي، ولد في 20 مايو 1969.